# Friso de Orange-Nassau
Friso de Orange-Nassau (nacido Johan Friso Bernhard Christiaan David; Utrecht, 25 de septiembre de 1968-La Haya, 12 de agosto de 2013) fue el segundo hijo de la reina y actual princesa, Beatriz de los Países Bajos y del príncipe consorte Nicolás de Amsberg. Desde su nacimiento hasta su muerte, fue príncipe de los Países Bajos y príncipe de Orange-Nassau. 
Era ahijado del rey Harald V de Noruega.

## Biografía

### Nacimiento
Friso nació el 25 de septiembre de 1968 en el Hospital de la Universidad de Ultrecht (Ultrecht), siendo el segundo hijo de la por aquel entonces princesa heredera Beatriz y el príncipe Nicolás.

### Bautismo
Fue bautizado el 28 de diciembre de 1968 en la Iglesia de Dom en Ultrecht. Sus padrinos fueron: Harald de Noruega, Johan Cristian (barón von Jenisch), Herman van Roijen, la reina Juliana de los Países Bajos y Cristina von Amsberg.

### Educación
En 1986 se graduó en la escuela secundaria de Eerste Vrijzinnig Christelijk Liceo en La Haya. De 1986 a 1988 estudió ingeniería mecánica en la Universidad de California en Berkeley, en los Estados Unidos, y realizado estudios sobre industria aeroespacial y ciencias empresariales en la Universidad Técnica de Delft, en los Países Bajos. Además obtuvo un MBA en la Escuela de Negocios INSEAD. Muy interesado por la aeronáutica, hizo prácticas en la fábrica de aviones McDonnell Douglas y en McKinsey.
Para prepararse por la posibilidad de acceder al trono neerlandés tomo cursos del derecho neerlandés y de historia parlamentaria.

## Matrimonio y descendencia

Monograma.

El 24 de abril de 2004, el príncipe Friso se casó en la iglesia vieja de Delft con Mabel Martine Wisse Smit, siendo obligado a abdicar a sus derechos en la línea de sucesión del trono neerlandés por estar en desacuerdo el parlamento con este matrimonio. Asimismo dejó de formar parte de la Casa Real y perdió el título de príncipe de los Países Bajos. Sin embargo, mantuvo hasta su deceso los títulos de Príncipe de Orange-Nassau, Conde de Orange-Nassau y Señor de Amsberg. El motivo para la abdicación fue el pasado polémico de Mabel Wisse.
Junto con su esposa tuvo dos hijas: 
- Condesa Luana de Orange-Nassau.
- Condesa Zaria de Orange-Nassau

Residían en Londres, capital del Reino Unido.

## Accidente de esquí

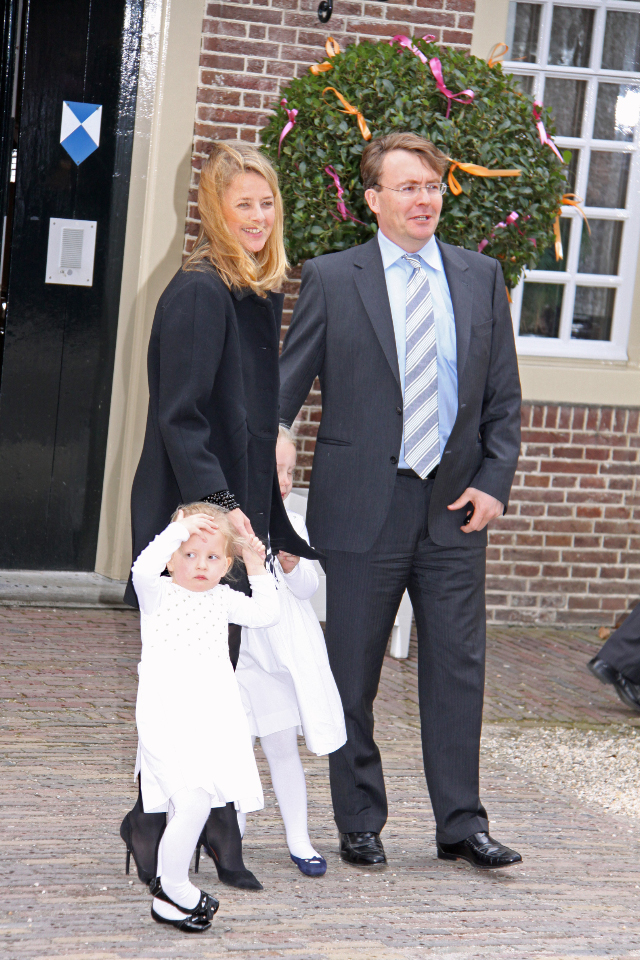
Juan Friso con su esposa Mabel y sus dos hijas en 2010.

El viernes 17 de febrero de 2012 se publica la noticia de que durante unas vacaciones en Lech, Austria, el príncipe fue sepultado por un alud y pasó 20 minutos bajo la nieve hasta que el equipo de rescate pudo llegar hasta él y su grupo. El accidente provocó daños cerebrales en el príncipe, que quedó en estado de coma. El viernes 24 de febrero del 2012, el príncipe seguía en coma por una conmoción cerebral y los médicos que le atendían en el Hospital Universitario de Innsbruck temían que no pudiera despertar de dicho estado.
Friso fue trasladado en un avión medicalizado al Hospital Wellington de Londres.
El consejo de administración de la empresa de telecomunicaciones belga Telenet anunció que el príncipe mantendría su cargo de directivo en dicha sociedad, a pesar de su estado comatoso.
Al transcurrir seis meses desde el inicio del tratamiento sin que se apreciaran indicios de mejora (período considerado tope por la legislación neerlandesa), la reina Beatriz debió tomar la decisión de suspender o no el tratamiento de su hijo.
El 17 de febrero de 2013, se cumplió un año desde que Friso de Orange-Nassau entrara en coma, sin muchas esperanzas de volver a la conciencia. A pesar de ello, la familia real neerlandesa viajó, como todos los años, a Lech, Austria, donde celebraron un culto religioso para él. Incluso se realizó una sesión de fotos a la que la princesa Mabel de Orange-Nassau decidió no acudir por razones personales.
En estado inconsciente, no llegó a ver la coronación de su hermano, el rey Guillermo Alejandro de los Países Bajos. Después, fue trasladado al Palacio Huis ten Bosch de La Haya, Países Bajos, debido a que en el Reino Unido no había obtenido la recuperación que se esperaba.

## Muerte
El 12 de agosto de 2013, el príncipe falleció como consecuencia del daño cerebral causado por la falta de oxígeno después de su accidente de esquí. Según el comunicado real, su hermano mayor el rey Guillermo Alejandro se hallaba triste tras recibir la noticia y tuvo que interrumpir sus vacaciones en Grecia. La población neerlandesa se tomó la noticia como un "shock".
Friso está enterrado desde el 16 de agosto en el cementerio del pueblo de Lage Vuursche, junto al Castillo de Drakesteyn, donde pasó su infancia y donde la princesa Beatriz vuelve a residir. El funeral, en la pequeña iglesia de Stulpkerk, fue una ceremonia íntima y privada.
El 21 de junio de 2015, varios adolescentes profanaron el sepulcro del príncipe Friso al colarse en el cementerio para festejar, dejando sobre la tumba botellas de alcohol y desperdicios.

## Títulos y tratamientos
| ● 1968-2004: | Su alteza real el príncipe Friso de los Países Bajos, príncipe de Orange-Nassau, señor de Amsberg |
| ● 2004-2013: | Su alteza real el príncipe Friso de Orange-Nassau, conde de Orange-Nassau, señor de Amsberg       |

## Distinciones honoríficas

### Distinciones honoríficas neerlandesas
- Caballero Gran Cruz de la Orden del León Neerlandés.
- Caballero de la Orden del León de Oro de la Casa de Nassau (25/09/1968).
- Medalla de la Coronación de la Reina Beatriz (30/04/1980).
- Medalla Conmemorativa del Enlace Matrimonial entre Guillermo y Máxima de los Países Bajos (02/02/2002).